# 雒昂
雒昂（1479年5月6日—1545年12月17日），字仲俛，號三峪，陝西西安府三原縣人，軍籍，明朝政治人物。

## 生平
正德二年（1507年）丁卯科陝西鄉試第五十二名舉人，嘉靖二年（1523年）中式癸未科會試第三百三十四名，三甲第二百四十二名進士。三年，授太常寺博士。五年，丁母王淑人憂。八年，服阕，起復原職。九年，七月授吏科给事中，巡视皇城。十一年，四月升刑科右给事中。十二年五月，升四川按察司佥事、兵备安綿。十五年，升河南布政使司左參議。十八年，升山东布政使司左参政，督粮储，修筑临清新城。二十一年十二月，升河南按察使。二十二年，升山东右布政使。二十三年，升河南左布政使。同年七月，升都察院右副都御史、巡抚河南。二十四年十一月，被徽王朱厚爝弹劾，与巡按御史王三聘、鈞州知州陈吉一起被锦衣卫逮至北京讯问，廷杖于闕下，革职为民，行至良乡县而卒，年六十七。穆宗時追赠户部右侍郎。

## 家族
曾祖雒寬；祖父雒佑，壽官；父雒璟，贈通議大夫都察院右副都御史。母王氏，贈淑人。慈侍下。弟囗囗。妻張氏，封淑人。
與雒遵父、雒仁祖父的雒昂並非同一人。